# Tornei di tennis femminili indipendenti nel 1975
Nel 1975 alcuni tornei di tennis femminili facevano parte del Virginia Slims Circuit 1975, altri del Women's International Grand Prix 1975, ma alcuni non erano inseriti in nessuno dei 2 circuiti.

## Calendario

### Gennaio
| Settimana  | Torneo                                                                                       | Vincitore                                          | Finalista                     | Semifinalisti                  | Eliminati ai quarti                                     |
| ---------- | -------------------------------------------------------------------------------------------- | -------------------------------------------------- | ----------------------------- | ------------------------------ | ------------------------------------------------------- |
| gennaio    | New South Wales Hard Court Championships 1975 Cootamundra, Australia Singolare - Doppio      | Jan Lehane 6-4 6-2                                 | Jenny Walker                  |                                |                                                         |
| gennaio    | New South Wales Hard Court Championships 1975 Cootamundra, Australia Singolare - Doppio      |                                                    |                               |                                |                                                         |
| 5 gennaio  | New Zealand Hard Court Championships 1975 Whangarei, Nuova Zelanda Singolare - Doppio        | Laura DuPont 7-6 6-4                               | Wendy Turnbull                |                                |                                                         |
| 5 gennaio  | New Zealand Hard Court Championships 1975 Whangarei, Nuova Zelanda Singolare - Doppio        |                                                    |                               |                                |                                                         |
| 5 gennaio  | Tasmanian Open 1975 Hobart, Australia Erba Singolare - Doppio                                | Sue Barker 6-3 6-3                                 | Ceci Martinez                 |                                |                                                         |
| 5 gennaio  | Tasmanian Open 1975 Hobart, Australia Erba Singolare - Doppio                                | Vicki Lancaster Christine Matison 6-2 6-1          | Kaye Hallam J Wilson          |                                |                                                         |
| 6 gennaio  | ASB Classic 1975 Auckland, Nuova Zelanda Erba Singolare - Doppio                             | Evonne Goolagong 6–2, 7–5                          | Linda Mottram                 | Sue Barker Ceci Martinez       | Glynis Coles Michèle Gurdal Laura DuPont Wendy Turnbull |
| 6 gennaio  | ASB Classic 1975 Auckland, Nuova Zelanda Erba Singolare - Doppio                             | Evonne Goolagong Wendy Turnbull 6–3, 4–6, 6–4      | Laura DuPont Ceci Martinez    | Sue Barker Ceci Martinez       | Glynis Coles Michèle Gurdal Laura DuPont Wendy Turnbull |
| 12 gennaio | Scandanavian Covered Court Championships 1975 Oslo, Norvegia Campo indoor Singolare - Doppio | Elen Grindvold 0-6 7-6 6-2                         | Helena Anliot                 |                                |                                                         |
| 12 gennaio | Scandanavian Covered Court Championships 1975 Oslo, Norvegia Campo indoor Singolare - Doppio |                                                    |                               |                                |                                                         |
| 12 gennaio | Pacific Coast Indoors 1975 Portland, USA Campo indoor Singolare - Doppio                     | Jane Stratton 6-3 2-6 7-6                          | Anne Bruning                  |                                |                                                         |
| 12 gennaio | Pacific Coast Indoors 1975 Portland, USA Campo indoor Singolare - Doppio                     | Jill Schwikert Joy Schwikert 6-4 6-4               | Janet Adkinson Jane Stratton  |                                |                                                         |
| 12 gennaio | Natal Open 1975 Natal, Sudafrica Cemento Singolare - Doppio                                  | Linky Boshoff 0-6 6-0 6-4                          | Greer Stevens                 |                                |                                                         |
| 12 gennaio | Natal Open 1975 Natal, Sudafrica Cemento Singolare - Doppio                                  |                                                    |                               |                                |                                                         |
| 14 gennaio | CBS Classic 1975 Palmas Del Mar, Porto Rico Singolare - Doppio                               | Chris Evert [7-6]                                  | Betty Stöve                   |                                |                                                         |
| 14 gennaio | CBS Classic 1975 Palmas Del Mar, Porto Rico Singolare - Doppio                               |                                                    |                               |                                |                                                         |
| 18 gennaio | New Zealand Championships 1975 Christchurch, Nuova Zelanda Erba Singolare - Doppio           | Sue Mappin 6-4 6-4                                 | Lesley Charles                |                                |                                                         |
| 18 gennaio | New Zealand Championships 1975 Christchurch, Nuova Zelanda Erba Singolare - Doppio           | Evonne Goolagong Cawley Wendy Turnbull 6-3 4-6 6-4 | Laura DuPont Cecilia Martinez |                                |                                                         |
| 19 gennaio | McFarlin Austin Invitational 1975 Austin, USA Singolare - Doppio                             | Wendy Gilchrist-Paish 4-6 7-6 6-3                  | Florența Mihai                |                                |                                                         |
| 19 gennaio | McFarlin Austin Invitational 1975 Austin, USA Singolare - Doppio                             | Sally Moore Naoko Satō 6-2 6-2                     | Pam Champagne Mary McLean     |                                |                                                         |
| 19 gennaio | Sydney Metropolitan Hard Court Championships 1975 Sydney, Australia Singolare - Doppio       | Frances Luff 6-4 6-4                               | Jenny Dimond                  |                                |                                                         |
| 19 gennaio | Sydney Metropolitan Hard Court Championships 1975 Sydney, Australia Singolare - Doppio       |                                                    |                               |                                |                                                         |
| 26 gennaio | McFarlin University Club Satellite 1975 Houston, USA Singolare - Doppio                      | Florența Mihai 3-6 6-2 7-6                         | Pam Champagne                 |                                |                                                         |
| 26 gennaio | McFarlin University Club Satellite 1975 Houston, USA Singolare - Doppio                      | Sally Moore Naoko Satō 6-2 6-3                     | Heather Dahlgren Vera Komar   |                                |                                                         |
| 18 gennaio | Moscow Ladies Open 1975 Mosca, Unione Sovietica Sintetico indoor Singolare                   | Ol'ga Morozova 6–0, 1–6, 6–4                       | Yelena Granaturova            | Nataša Čmyreva Lydia Zinkevich | N/A                                                     |
| 27 gennaio | Auckland Championships 1975 Auckland, Nuova Zelanda Erba Singolare - Doppio                  | Judy Connor Chaloner 6-4 6-4                       | Shelley Monds                 |                                |                                                         |
| 27 gennaio | Auckland Championships 1975 Auckland, Nuova Zelanda Erba Singolare - Doppio                  | Judy Connor Chaloner Beverley Vercoe 6-3 6-3       | Nina Bohm Kym Ruddell         |                                |                                                         |

### Febbraio
| Settimana   | Torneo                                                                     | Vincitore                                     | Finalista                          | Semifinalisti | Eliminati ai quarti |
| ----------- | -------------------------------------------------------------------------- | --------------------------------------------- | ---------------------------------- | ------------- | ------------------- |
| 2 febbraio  | San Carlos Satellite 1975 San Carlos, USA Cemento Singolare - Doppio       | Terry Holladay 5-7 6-3 6-4                    | Brigette Cuypers                   |               |                     |
| 2 febbraio  | San Carlos Satellite 1975 San Carlos, USA Cemento Singolare - Doppio       | Terry Holladay Smith 6-7 6-2 6-4              | Susie Mehmedbasich Patti Ann Reese |               |                     |
| 3 febbraio  | McFarlin Lubbuck Satellite 1975 Lubbuck, USA Singolare - Doppio            | Emily Foster 7-5 6-2                          | Susan Eastman                      |               |                     |
| 3 febbraio  | McFarlin Lubbuck Satellite 1975 Lubbuck, USA Singolare - Doppio            | Emily Foster V Brown 6-4 6-7 6-2              | Digman Sue Oertel                  |               |                     |
| 9 febbraio  | Mission Viejo Satellite 1975 Mission Viejo, USA Cemento Singolare - Doppio | Torneo sospeso prima della finale per pioggia |                                    |               |                     |
| 9 febbraio  | Mission Viejo Satellite 1975 Mission Viejo, USA Cemento Singolare - Doppio |                                               |                                    |               |                     |
| 9 febbraio  | Mcfarlin McAllen Satellite 1975 McAllen, USA Singolare - Doppio            | Penny Moor 6-3 6-4                            | Beth Norton                        |               |                     |
| 9 febbraio  | Mcfarlin McAllen Satellite 1975 McAllen, USA Singolare - Doppio            | Robin Harris Liz Smith 7-6 7-6                | Pam Hobbs Beth Norton              |               |                     |
| 16 febbraio | Tidewater Satellite 1975 Norfolk, USA Campoo indoor Singolare - Doppio     | Terry Holladay 7-5 6-4                        | Julie Anthony                      |               |                     |
| 16 febbraio | Tidewater Satellite 1975 Norfolk, USA Campoo indoor Singolare - Doppio     | Julie Anthony Laura Dupont 6-3 6-1            | Pat Bostrom Isabel Fernandez       |               |                     |
| 16 febbraio | Mcfarlin Satellite of Amarillo 1975 Amarillo, USA Singolare - Doppio       | Beth Norton 6-2 6-4                           | Florența Mihai                     |               |                     |
| 16 febbraio | Mcfarlin Satellite of Amarillo 1975 Amarillo, USA Singolare - Doppio       | Robin Harris Florenta Mihai 6-3 7-6           | Heather Dahlgren Vera Komar        |               |                     |
| 16 febbraio | Torneo di Redcliffe 1975 Redcliffe, Australia Singolare - Doppio           | Julie Hanrahan 6-1 6-1                        | Janet Fallis                       |               |                     |
| 16 febbraio | Torneo di Redcliffe 1975 Redcliffe, Australia Singolare - Doppio           |                                               |                                    |               |                     |
| 23 febbraio | Mcfarlin Satellite of San Antonio 1975 San Antonio, USA Singolare - Doppio | Joanne Russell 6-3 6-3                        | Sandy Stap                         |               |                     |
| 23 febbraio | Mcfarlin Satellite of San Antonio 1975 San Antonio, USA Singolare - Doppio | Joanne Russell Donna Stockton 6-3-6-7-6-3     | Sandy Stap Stephanie Tolleson      |               |                     |

### Marzo
| Settimana | Torneo                                                                                               | Vincitore                                                            | Finalista                            | Semifinalisti | Eliminati ai quarti |
| --------- | --- | -------------------------------------------------------------------- | ------------------------------------ | ------------- | ------------------- |
| 2 marzo   | Barnett Bank Of Fort Myers 1975 Fort Myers, USA Singolare - Doppio                                   | Donna Ganz 6-4 6-2                                                   | Marina Krošina                       |               |                     |
| 2 marzo   | Barnett Bank Of Fort Myers 1975 Fort Myers, USA Singolare - Doppio                                   | Natalia Chmyreva Marina Krošina 6-2 6-2                              | Lindsay Blachford Michèle Gurdal     |               |                     |
| 9 marzo   | First Winter Madrid International 1975 Madrid, Spagna Singolare - Doppio                             | Maria-Victoria Baldovinos-Cibeira 6-3 6-1                            | Michelle Tyler                       |               |                     |
| 9 marzo   | First Winter Madrid International 1975 Madrid, Spagna Singolare - Doppio                             |                                                                      |                                      |               |                     |
| 9 marzo   | Barnett Bank Of Jacksonville 1975 Jacksonville, USA Singolare - Doppio                               | Nataša Čmyreva 6-4 5-7 6-3                                           | Kate Latham                          |               |                     |
| 9 marzo   | Barnett Bank Of Jacksonville 1975 Jacksonville, USA Singolare - Doppio                               | Laura Dupont Wendy Turnbull 6-2 6-1                                  | Miroslava Koželuhová Renáta Tomanová |               |                     |
| 9 marzo   | USTLA Mini Circuit Tyler Satellite 1975 Tyler, USA Singolare - Doppio                                | Florenta Mihai 6-3 6-3                                               | Bunny Bruning                        |               |                     |
| 9 marzo   | USTLA Mini Circuit Tyler Satellite 1975 Tyler, USA Singolare - Doppio                                | Florenta Mihai Naoko Satō Bunny Bruning Sue Eastman titolo condiviso |                                      |               |                     |
| 9 marzo   | Torneo di Beaulieu 1975 Beaulieu-sur-Mer, Francia Terra rossa Singolare - Doppio                     | Antonella Rosa Beatrix Klein Finale sospesa per pioggia              |                                      |               |                     |
| 9 marzo   | Torneo di Beaulieu 1975 Beaulieu-sur-Mer, Francia Terra rossa Singolare - Doppio                     |                                                                      |                                      |               |                     |
| 9 marzo   | Copa R.a Ce Open 1975 Madrid, Spagna Terra rossa Singolare - Doppio                                  | Cyntia Doerner-Seiler 3-6 6-2 6-3                                    | Maria-Victoria Baldovinos-Cibeira    |               |                     |
| 9 marzo   | Copa R.a Ce Open 1975 Madrid, Spagna Terra rossa Singolare - Doppio                                  |                                                                      |                                      |               |                     |
| 9 marzo   | Egyptian International Cairo Championships 1975 Il Cairo, Egitto Terra rossa Singolare - Doppio      | Yelena Granaturova 6-1 4-6 6-3                                       | Iris Riedel-Kuhn                     |               |                     |
| 9 marzo   | Egyptian International Cairo Championships 1975 Il Cairo, Egitto Terra rossa Singolare - Doppio      |                                                                      |                                      |               |                     |
| 9 marzo   | Torneo di Wynnum 1975 Wynnum, Australia Singolare - Doppio                                           | Janet Fallis 6-3 6-3                                                 | S. Quinnell                          |               |                     |
| 9 marzo   | Torneo di Wynnum 1975 Wynnum, Australia Singolare - Doppio                                           |                                                                      |                                      |               |                     |
| 10 marzo  | South-West Districts Championships 1975 Warrnambool, Australia Singolare - Doppio                    | Kym Ruddell 6-1 6-0                                                  | Pam Whytcross                        |               |                     |
| 10 marzo  | South-West Districts Championships 1975 Warrnambool, Australia Singolare - Doppio                    |                                                                      |                                      |               |                     |
| 16 marzo  | Barnett Bank Classic Of St Petersburg 1975 Saint Petersburg, USA Singolare - Doppio                  | Isabel Fernandez 6-4 4-6 6-3                                         | Jeanne Evert                         |               |                     |
| 16 marzo  | Barnett Bank Classic Of St Petersburg 1975 Saint Petersburg, USA Singolare - Doppio                  |                                                                      |                                      |               |                     |
| 16 marzo  | Mcfarlin Satellite of San Angelo 1975 San Angelo, USA Singolare - Doppio                             | Bunny Bruning Linda Lewis Finale sospesa per pioggia                 |                                      |               |                     |
| 16 marzo  | Mcfarlin Satellite of San Angelo 1975 San Angelo, USA Singolare - Doppio                             |                                                                      |                                      |               |                     |
| 16 marzo  | Riviera Championships 1975 Mentone, Francia Terra rossa Singolare - Doppio                           | Elly Appel 4-6 6-2 6-0                                               | Brigitte Simon                       |               |                     |
| 16 marzo  | Riviera Championships 1975 Mentone, Francia Terra rossa Singolare - Doppio                           |                                                                      |                                      |               |                     |
| 16 marzo  | Concurso International 1975 Madrid, Spagna Singolare - Doppio                                        | Carmen Perea-Alcala 4-6 7-5 6-3                                      | Michelle Tyler                       |               |                     |
| 16 marzo  | Concurso International 1975 Madrid, Spagna Singolare - Doppio                                        |                                                                      |                                      |               |                     |
| 16 marzo  | Egyptian International Alexandria Championships 1975 Il Cairo, Egitto Terra rossa Singolare - Doppio | Sue Barker 5-7 7-5 6-3                                               | Jackie Fayter                        |               |                     |
| 16 marzo  | Egyptian International Alexandria Championships 1975 Il Cairo, Egitto Terra rossa Singolare - Doppio |                                                                      |                                      |               |                     |
| 23 marzo  | Barnett Bank Classic Of Pensacola 1975 Pensacola, USA Singolare - Doppio                             | Kathy May 5-7 6-4 7-6                                                | Ilana Kloss                          |               |                     |
| 23 marzo  | Barnett Bank Classic Of Pensacola 1975 Pensacola, USA Singolare - Doppio                             | Bunny Bruning Sue Eastman 7-5 6-4                                    | Ching Ling Chang Linda Lewis         |               |                     |
| 23 marzo  | Nice Lawn Tennis Club Championships 1975 Nizza, Francia Terra rossa Singolare - Doppio               | Gail Sherriff Chanfreau Lovera 6-1 6-0                               | Elly Vessies-Appel                   |               |                     |
| 23 marzo  | Nice Lawn Tennis Club Championships 1975 Nizza, Francia Terra rossa Singolare - Doppio               |                                                                      |                                      |               |                     |
| 23 marzo  | Second Winter International Madrid 1975 Madrid, Spagna Singolare - Doppio                            | Carmen Perea-Alcala 7-6 6-2                                          | Maria-Victoria Baldovinos-Cibeira    |               |                     |
| 23 marzo  | Second Winter International Madrid 1975 Madrid, Spagna Singolare - Doppio                            |                                                                      |                                      |               |                     |
| 30 marzo  | San Luis Potosí International 1975 San Luis Potosí, Messico Singolare - Doppio                       | Nancy O'Connell 6-0 6-1                                              | Gina Diaz Ponce                      |               |                     |
| 30 marzo  | San Luis Potosí International 1975 San Luis Potosí, Messico Singolare - Doppio                       | Gina Diaz Ponce Lourdes Diaz Ponce 7-6 6-0                           | P. Reyes Tere Salvidea               |               |                     |
| 31 marzo  | WTA Monte Carlo 1975 Monte Carlo, Monte Carlo Terra rossa Singolare - Doppio                         | Gail Sherriff Chanfreau Lovera 3-6 7-5 6-2                           | Helga Niessen Masthoff               |               |                     |
| 31 marzo  | WTA Monte Carlo 1975 Monte Carlo, Monte Carlo Terra rossa Singolare - Doppio                         | Lucia Bassi Lea Pericoli 7-5-7-6                                     | Gail Chanfreau Florence Guedy        |               |                     |

### Aprile
| Settimana | Torneo                                                                                           | Vincitrice                                 | Finalista                     | Semifinaliste                  | Semifinaliste  | Eliminate ai quarti |
| --------- | ------------------------------------------------------------------------------------------------ | ------------------------------------------ | ----------------------------- | ------------------------------ | -------------- | ------------------- |
| 1º aprile | Tally Ho! 1975 Birmingham, Gran Bretagna Terra rossa Singolare - Doppio                          | Ann Haydon Jones 6-1 6-3                   | Julia Lloyd                   |                                |                |                     |
| 1º aprile | Tally Ho! 1975 Birmingham, Gran Bretagna Terra rossa Singolare - Doppio                          | Ann Haydon Jones Julia Lloyd 6-2 6-1       | P Reynolds Janice Wainwright  |                                |                |                     |
| 13 aprile | Tours Invitational 1975 Tours, Francia Singolare - Doppio                                        | Gail Sherriff Chanfreau Lovera 1-6 6-1 6-3 | Odile de Roubin               |                                |                |                     |
| 13 aprile | Tours Invitational 1975 Tours, Francia Singolare - Doppio                                        |                                            |                               |                                |                |                     |
| 18 aprile | WTA Austin 1975 (L'Eggs Four Woman) Lakeway, USA Cemento Singolare                               | Chris Evert 4–6, 6–3, 7–6(2)               | Billie Jean King              | 3º posto                       | 4º posto       | N/A                 |
| 18 aprile | WTA Austin 1975 (L'Eggs Four Woman) Lakeway, USA Cemento Singolare                               | Chris Evert 4–6, 6–3, 7–6(2)               | Billie Jean King              | Evonne Goolagong 2–6, 6–3, 6–3 | Ol'ga Morozova | N/A                 |
| 19 aprile | Cumberland Hard Court Championships 1975 Hampstead, Gran Bretagna Terra rossa Singolare - Doppio | Linda Mottram 7-6 7-5                      | Glynis Coles-Bond             |                                |                |                     |
| 19 aprile | Cumberland Hard Court Championships 1975 Hampstead, Gran Bretagna Terra rossa Singolare - Doppio |                                            |                               |                                |                |                     |
| 20 aprile | Torneo di Taormina 1975 Taormina, Italia Singolare - Doppio                                      | Helga Masthoff 8-6 6-4                     | Gail Chanfreau                |                                |                |                     |
| 20 aprile | Torneo di Taormina 1975 Taormina, Italia Singolare - Doppio                                      |                                            |                               |                                |                |                     |
| 20 aprile | River Plate Championships 1975 Buenos Aires, Argentina Terra rossa Singolare - Doppio            | Fiorella Bonicelli 6-3 6-2                 | Beatrix Araujo                |                                |                |                     |
| 20 aprile | River Plate Championships 1975 Buenos Aires, Argentina Terra rossa Singolare - Doppio            | Fiorella Bonicelli Beatrix Araujo walkover | Inez Roget Michelle Rodriguez |                                |                |                     |
| 24 aprile | Malaysian Open 1975 Kuala Lumpur, Malaysia Singolare - Doppio                                    | Lany Kaligis 6-2 6-4                       | Lita Sugiarto                 |                                |                |                     |
| 24 aprile | Malaysian Open 1975 Kuala Lumpur, Malaysia Singolare - Doppio                                    | Lany Kaligis Lita Sugiarto 6-2-4-6-6-3     | L Raymond Stirton             |                                |                |                     |
| 26 aprile | Norwich Tournament 1975 Norwich, Gran Bretagna Terra rossa Singolare - Doppio                    | Chris O'Neil 6-4 6-7 6-4                   | Linda Mottram                 |                                |                |                     |
| 26 aprile | Norwich Tournament 1975 Norwich, Gran Bretagna Terra rossa Singolare - Doppio                    | Lindsey Beaven Chris O'Neil 6-0 ritiro     | Lesley Charles Penny Moor     |                                |                |                     |

### Maggio
| Settimana | Torneo                                                                                          | Vincitore                                                          | Finalista                                   | Semifinalisti                | Eliminati ai quarti                                              |
| --------- | ----------------------------------------------------------------------------------------------- | ------------------------------------------------------------------ | ------------------------------------------- | ---------------------------- | ---------------------------------------------------------------- |
| maggio    | Ojai Valley Championships 1975 Ojai, USA Cemento Singolare - Doppio                             | Lindsay Morse                                                      | Sue Hagey                                   |                              |                                                                  |
| maggio    | Ojai Valley Championships 1975 Ojai, USA Cemento Singolare - Doppio                             | Kathy Harter Susan Moore                                           | Sue Boyle Bee Kilgore                       |                              |                                                                  |
| 3 maggio  | Sutton Hard Court Championships 1975 Sutton, Gran Bretagna Terra rossa Singolare - Doppio       | Linda Mottram 6-3 1-6 6-2                                          | Chris O'Neil                                |                              |                                                                  |
| 3 maggio  | Sutton Hard Court Championships 1975 Sutton, Gran Bretagna Terra rossa Singolare - Doppio       | Lesley Charles Sue Mappin 7-6-6-3                                  | Cyntia Doerner-Seiler Chris O'Neil          |                              |                                                                  |
| 5 maggio  | Nice Mediterranean Championships 1975 Nizza, Francia Terra rossa Singolare - Doppio             | Gail Sherriff Chanfreau Lovera 6-4 7-5                             | Carmen Perea-Alcala                         |                              |                                                                  |
| 5 maggio  | Nice Mediterranean Championships 1975 Nizza, Francia Terra rossa Singolare - Doppio             | Lucia Bassi Daniela Marzano 6-0-1-6-6-1                            | Gail Sherriff Chanfreau Lovera Rosie Darmon |                              |                                                                  |
| 10 maggio | WTA Lee-on-Solent 1975 Lee-on-the-Solent, Gran Bretagna Terra rossa Singolare - Doppio          | Lesley Charles 6-0 4-6 6-1                                         | Jenny Dimond-Gardiner                       |                              |                                                                  |
| 10 maggio | WTA Lee-on-Solent 1975 Lee-on-the-Solent, Gran Bretagna Terra rossa Singolare - Doppio          | Lesley Charles Sue Mappin 6-2 6-0                                  | R. de Villiers Yvonne Vermaak               |                              |                                                                  |
| 10 maggio | Paddington Hard Court Championships 1975 Londra, Gran Bretagna Terra rossa Singolare - Doppio   | Linda Mottram 7-6 7-6                                              | Jackie Fayter-Hough                         |                              |                                                                  |
| 10 maggio | Paddington Hard Court Championships 1975 Londra, Gran Bretagna Terra rossa Singolare - Doppio   | Elizabeth Vlotman Rowena Whitehouse 7-6 1-6 6-2                    | Cyntia Doerner-Seiler Chris O'Neil          |                              |                                                                  |
| 12 maggio | British Hard Court Championships 1975 Bournemouth, Gran Bretagna Terra rossa Singolare - Doppio | Janet Newberry 7–9, 7–5, 6–3                                       | Terry Holladay                              | Wendy Paish Dianne Fromholtz | Michelle Tyler Rowena Whitehouse Lesley Charles Kazuko Sawamatsu |
| 12 maggio | British Hard Court Championships 1975 Bournemouth, Gran Bretagna Terra rossa Singolare - Doppio | Lesley Charles Sue Mappin 6–3, 6–3                                 | Linky Boshoff Greer Stevens                 | Wendy Paish Dianne Fromholtz | Michelle Tyler Rowena Whitehouse Lesley Charles Kazuko Sawamatsu |
| 24 maggio | Surrey Hard Court Championships 1975 Guildford, Gran Bretagna Terra rossa Singolare - Doppio    | Lesley Charles 6-3 6-4                                             | Cyntia Doerner-Seiler                       |                              |                                                                  |
| 24 maggio | Surrey Hard Court Championships 1975 Guildford, Gran Bretagna Terra rossa Singolare - Doppio    | Patti Hogan Greer Stevens 6-0 6-3                                  | Lesley Charles Sue Mappin                   |                              |                                                                  |
| 31 maggio | Surrey Grass Court Championships 1975 Surbiton, Gran Bretagna Erba Singolare - Doppio           | Greer Stevens 6-1 6-4                                              | Patti Hogan                                 |                              |                                                                  |
| 31 maggio | Surrey Grass Court Championships 1975 Surbiton, Gran Bretagna Erba Singolare - Doppio           | Patti Hogan Greer Stevens 8-9-6-1-9-7                              | Lindsay Blachford Judy Dalton               |                              |                                                                  |
| 31 maggio | Surrey Grass Court Championships 1975 Surbiton, Gran Bretagna Erba Singolare - Doppio           | Doppio misto: Rowena Whitehouse Francois Van Der Merwe 6-1 3-6 6-4 | Patti Ann Reese Anthony Fawcett             |                              |                                                                  |
| 31 maggio | West Of Scotland Championships 1975 Newlands, Gran Bretagna Singolare - Doppio                  | Joyce Hume 6-0 6-4                                                 | Annette Coe                                 |                              |                                                                  |
| 31 maggio | West Of Scotland Championships 1975 Newlands, Gran Bretagna Singolare - Doppio                  | Joyce Hume Matheson 2-6-10-8-6-0                                   | Annette Coe Belinda Thompson                |                              |                                                                  |

### Giugno
| Settimana | Torneo                                                                                    | Vincitore                                                 | Finalista                   | Semifinalisti | Eliminati ai quarti |
| --------- | ----------------------------------------------------------------------------------------- | --------------------------------------------------------- | --------------------------- | ------------- | ------------------- |
| 7 giugno  | Torneo di Chichester 1975 Chichester, Gran Bretagna Erba Singolare - Doppio               | Greer Stevens 6-7 6-4 6-3                                 | Terry Holladay              |               |                     |
| 7 giugno  | Torneo di Chichester 1975 Chichester, Gran Bretagna Erba Singolare - Doppio               | Judy Dalton Karen Krantzcke 4-6 6-1 6-4                   | Patti Hogan Greer Stevens   |               |                     |
| 14 giugno | Kent Championships 1975 Beckenham, Gran Bretagna Erba Singolare - Doppio                  | Greer Stevens 4-6 6-3 6-3                                 | Patti Hogan                 |               |                     |
| 14 giugno | Kent Championships 1975 Beckenham, Gran Bretagna Erba Singolare - Doppio                  | Linky Boshoff Patti Hogan 3-6 9-7 7-5                     | Judy Dalton Karen Krantzcke |               |                     |
| 14 giugno | Kent Championships 1975 Beckenham, Gran Bretagna Erba Singolare - Doppio                  | Doppio misto: Elena Granaturova Konstantin Pugaev 6-4 6-1 | Pam Whytcross T. Little     |               |                     |
| 14 giugno | Merseyside Tournament 1975 Merseyside, Gran Bretagna Erba Singolare - Doppio              | Susana Villaverde 6-3 6-1                                 | Ines Roget                  |               |                     |
| 14 giugno | Merseyside Tournament 1975 Merseyside, Gran Bretagna Erba Singolare - Doppio              | Cristina Britto Pat Medrado 6-1 3-6 8-6                   | Bianchi Ines Roget          |               |                     |
| 14 giugno | Torneo di Sheffield and Hallamshire 1975 Sheffield, Gran Bretagna Erba Singolare - Doppio | L. Jooste 7-5 6-4                                         | J. Nichol                   |               |                     |
| 14 giugno | Torneo di Sheffield and Hallamshire 1975 Sheffield, Gran Bretagna Erba Singolare - Doppio |                                                           |                             |               |                     |
| 16 giugno | Central Northern Championships 1975 Tamworth, Australia Singolare - Doppio                | Gai Healey 6-7 6-3 6-2                                    | J. Hicks                    |               |                     |
| 16 giugno | Central Northern Championships 1975 Tamworth, Australia Singolare - Doppio                |                                                           |                             |               |                     |
| 21 giugno | Midland Counties Championships 1975 Edgbaston, Gran Bretagna Erba Singolare - Doppio      | Ann Haydon Jones 6-0 6-1                                  | I. Korsten                  |               |                     |
| 21 giugno | Midland Counties Championships 1975 Edgbaston, Gran Bretagna Erba Singolare - Doppio      | C. Aitken Mrs P. Reynolds 3-6 7-6 6-4                     | Mrs M. Cheadle S. Cogswell  |               |                     |

### Luglio
| Settimana | Torneo                                                                                      | Vincitore                                           | Finalista                          | Semifinalisti                     | Eliminati ai quarti                                                   |
| --------- | ------------------------------------------------------------------------------------------- | --------------------------------------------------- | ---------------------------------- | --------------------------------- | --------------------------------------------------------------------- |
| 3 luglio  | Grossinger Miss America Tournament 1975 New York, USA Singolare - Doppio                    | Bunny Bruning 6-2 6-2                               | Jeanne Evert                       |                                   |                                                                       |
| 3 luglio  | Grossinger Miss America Tournament 1975 New York, USA Singolare - Doppio                    | Sue Mehmedbasich Kristien Shaw 7-6 6-2              | Linda Lewis Roberta Stark          |                                   |                                                                       |
| 12 luglio | Irish Open 1975 Dublino, Irlanda Terra rossa Singolare - Doppio                             | Sue Mappin 6-8 6-4 7-5                              | Lesley Charles                     |                                   |                                                                       |
| 12 luglio | Irish Open 1975 Dublino, Irlanda Terra rossa Singolare - Doppio                             | Lesley Charles Sue Mappin                           | Jenny Dimond Penny Moor            |                                   |                                                                       |
| 12 luglio | Irish Open 1975 Dublino, Irlanda Terra rossa Singolare - Doppio                             | Doppio misto: Penny Moor Anthony Fawcett 6-4 6-2    | Lesley Charles Onny Parun          |                                   |                                                                       |
| 12 luglio | Swedish Open 1975 Båstad, Svezia Terra rossa Singolare - Doppio                             | Sue Barker 6-4 6-0                                  | Helga Masthoff                     |                                   |                                                                       |
| 12 luglio | Swedish Open 1975 Båstad, Svezia Terra rossa Singolare - Doppio                             | Janet Newberry Pam Teeguarden 6-3 6-3               | Fiorella Bonicelli Raquel Giscafré |                                   |                                                                       |
| 12 luglio | East Of England Championships 1975 Felixstowe, Gran Bretagna Erba Singolare - Doppio        | Lindsay Blachford 2-6 6-2 6-2                       | Annette Coe                        |                                   |                                                                       |
| 12 luglio | East Of England Championships 1975 Felixstowe, Gran Bretagna Erba Singolare - Doppio        | Lindsay Blachford Annette Coe 6-4 3-6 6-0           | Kaye Hallam Jan Wilton             |                                   |                                                                       |
| 13 luglio | WTA Swiss Open 1975 Gstaad, Svizzera Terra rossa Singolare - Doppio                         | Glynis Coles-Bond 9-7 2-6 8-6                       | Linky Boshoff                      |                                   |                                                                       |
| 13 luglio | WTA Swiss Open 1975 Gstaad, Svizzera Terra rossa Singolare - Doppio                         | Linky Boshoff Lea Pericoli 7-5 6-1                  | Glynis Coles Belinda Thompson      |                                   |                                                                       |
| 13 luglio | Torneo di Travemünde 1975 Travemünde, Germania Terra rossa Singolare - Doppio               | Helga Masthoff 6-4 6-4                              | Alena Palmeova West                |                                   |                                                                       |
| 13 luglio | Torneo di Travemünde 1975 Travemünde, Germania Terra rossa Singolare - Doppio               | Helga Masthoff Kora Creydt 6-1 6-2                  | Erszebet Szell Agnes Graczol       |                                   |                                                                       |
| 13 luglio | Southern Championships 1975 Raleigh, USA Singolare - Doppio                                 | Jeanne Evert 6-2 6-1                                | Diane Desfor                       |                                   |                                                                       |
| 13 luglio | Southern Championships 1975 Raleigh, USA Singolare - Doppio                                 | Diane Desfor Mary Hamm 2-6 6-3 6-1                  | Jodi Appelbaum Ann Etheredge       |                                   |                                                                       |
| 14 luglio | Atlantic City Miss America Tournament 1975 Atlantic City, USA Singolare - Doppio            | Cyntia Doerner-Seiler 5-7 6-0 6-2                   | Barbara Downs                      |                                   |                                                                       |
| 14 luglio | Atlantic City Miss America Tournament 1975 Atlantic City, USA Singolare - Doppio            | Joanne Russell Jane Stratton 6-3 6-4                | Isabel Fernandez Betsy Nagelsen    |                                   |                                                                       |
| 18 luglio | Essex Championships 1975 Frinton, Gran Bretagna Erba Singolare - Doppio                     | Annette Coe 6-3 6-4                                 | Belinda Thompson                   |                                   |                                                                       |
| 18 luglio | Essex Championships 1975 Frinton, Gran Bretagna Erba Singolare - Doppio                     | Annette Coe Corinne Molesworth 6-2 6-2              | Clare Harrison Julia Potterton     |                                   |                                                                       |
| 19 luglio | Scottish Championships 1975 Edimburgo, Gran Bretagna Erba Singolare - Doppio                | Joyce Barclay-Williams-Hume 6-2 6-4                 | Linday Blachford                   |                                   |                                                                       |
| 19 luglio | Scottish Championships 1975 Edimburgo, Gran Bretagna Erba Singolare - Doppio                |                                                     |                                    |                                   |                                                                       |
| 20 luglio | Annapolis Miss America Tournament 1975 Annapolis, USA Singolare - Doppio                    | Jeanne Evert 6-2 6-4                                | Kate Latham                        |                                   |                                                                       |
| 20 luglio | Annapolis Miss America Tournament 1975 Annapolis, USA Singolare - Doppio                    | Glynis Coles-Bond Belinda Thompson 6-7 6-3 6-4      | Julie Anthony Maria Ester Bueno    |                                   |                                                                       |
| 14 luglio | WTA Austrian Open 1975 Kitzbühel, Austria Terra rossa Singolare - Doppio                    | Sue Barker 6–4, 6–4                                 | Pam Teeguarden                     | Katja Ebbinghaus Dianne Fromholtz | Fiorella Bonicelli Raquel Giscafré Marie Pinterova Marketa Wallenfels |
| 14 luglio | WTA Austrian Open 1975 Kitzbühel, Austria Terra rossa Singolare - Doppio                    | Sue Barker Pam Teeguarden 6–4, 6–3                  | Fiorella Bonicelli Raquel Giscafré | Katja Ebbinghaus Dianne Fromholtz | Fiorella Bonicelli Raquel Giscafré Marie Pinterova Marketa Wallenfels |
| 25 luglio | USSR Championships 1975 Tallinb, Unione Sovietica Singolare - Doppio                        | Marina Krošina 4-6 6-2 6-3                          | Evgenija Birjukova                 |                                   |                                                                       |
| 25 luglio | USSR Championships 1975 Tallinb, Unione Sovietica Singolare - Doppio                        | Marina Krošina Ol'ga Morozova 6-1 6-2               | Nataša Čmyreva Marina Chuvyrina    |                                   |                                                                       |
| 25 luglio | USSR Championships 1975 Tallinb, Unione Sovietica Singolare - Doppio                        | Doppio misto: Ol'ga Morozova Alex Metreveli 7-5 6-4 | Nataša Čmyreva Anatolij Volkov     |                                   |                                                                       |
| 27 luglio | Budapest International Championships 1975 Budapest, Ungheria Terra rossa Singolare - Doppio | Éva Szabó 2-6 7-5 6-4                               | Renáta Tomanová                    |                                   |                                                                       |
| 27 luglio | Budapest International Championships 1975 Budapest, Ungheria Terra rossa Singolare - Doppio |                                                     |                                    |                                   |                                                                       |
| 27 luglio | Torneo di Crans-Montana 1975 Montana, Svizzera Terra rossa Singolare - Doppio               | Linky Boshoff 7-6 6-2                               | Alena Palmeova West                |                                   |                                                                       |
| 27 luglio | Torneo di Crans-Montana 1975 Montana, Svizzera Terra rossa Singolare - Doppio               | Linky Boshoff Mairin Lloyd-Wronsley 6-3 6-1         | Lucia Bassi Florence Guedy         |                                   |                                                                       |
| 27 luglio | Paxton Miss America Tournament 1975 Paxton, USA Singolare - Doppio                          | Jeanne Evert 6-3 3-6 6-2                            | Sally Moore                        |                                   |                                                                       |
| 27 luglio | Paxton Miss America Tournament 1975 Paxton, USA Singolare - Doppio                          | Joann Rusell Jane Stratton 6-3 7-5                  | Ceci Martinez Laurie Tenney        |                                   |                                                                       |
| 27 luglio | Turkey Open 1975 Istanbul, Turchia Terra rossa Singolare - Doppio                           | Fiorella Bonicelli 7-5 3-6 6-3                      | Heidi Eisterlehner                 |                                   |                                                                       |
| 27 luglio | Turkey Open 1975 Istanbul, Turchia Terra rossa Singolare - Doppio                           |                                                     |                                    |                                   |                                                                       |

### Agosto
| Settimana | Torneo                                                                                             | Vincitore                                   | Finalista                           | Semifinalisti                 | Eliminati ai quarti                               |
| --------- | -------------------------------------------------------------------------------------------------- | ------------------------------------------- | ----------------------------------- | ----------------------------- | ------------------------------------------------- |
| agosto    | Brumana International 1975 Brummana, Libano Terra rossa Singolare - Doppio                         | Heidi Eisterlehner 6-3 6-3                  | Christine Matison                   |                               |                                                   |
| agosto    | Brumana International 1975 Brummana, Libano Terra rossa Singolare - Doppio                         |                                             |                                     |                               |                                                   |
| 1º agosto | Long Island Miss America Circuit Finals 1975 New York, USA Terra rossa Singolare                   | Cyntia Doerner-Seiler 6-1 3-6 6-1           | Jeanne Evert                        |                               |                                                   |
| 2 agosto  | Torneo di Alverstoke 1975 Alverstoke, Gran Bretagna Erba Singolare - Doppio                        | Diane Riste 6-3 6-2                         | Betty Norman                        |                               |                                                   |
| 2 agosto  | Torneo di Alverstoke 1975 Alverstoke, Gran Bretagna Erba Singolare - Doppio                        |                                             |                                     |                               |                                                   |
| 2 agosto  | Torneo di Tunbridge Wells 1975 Tunbridge Wells, Gran Bretagna Erba Singolare - Doppio              | Diane Evers 6-4, 6-0                        | Mrs B. Maltby                       |                               |                                                   |
| 2 agosto  | Torneo di Tunbridge Wells 1975 Tunbridge Wells, Gran Bretagna Erba Singolare - Doppio              |                                             |                                     |                               |                                                   |
| 2 agosto  | Northumberland Championships 1975 Newcastle, Gran Bretagna Erba Singolare - Doppio                 | Belinda Thompson 6-2 6-4                    | Ruth Allan                          |                               |                                                   |
| 2 agosto  | Northumberland Championships 1975 Newcastle, Gran Bretagna Erba Singolare - Doppio                 | Mrs C. Storey Belinda Thompson 6-3 7-5      | R. Allan S. Smith                   |                               |                                                   |
| 2 agosto  | Northumberland Championships 1975 Newcastle, Gran Bretagna Erba Singolare - Doppio                 | Doppio misto: Belinda Thompson M. Cole      | S. Smith Fawcett                    |                               |                                                   |
| 3 agosto  | Certina Cup 1975 Ginevra, Svizzera Terra rossa Singolare - Doppio                                  | Alena Palmeova-West 6-3 6-2                 | Marianne Kindler                    |                               |                                                   |
| 3 agosto  | Certina Cup 1975 Ginevra, Svizzera Terra rossa Singolare - Doppio                                  |                                             |                                     |                               |                                                   |
| 3 agosto  | Hampshire Championships 1975 Bournemouth, Gran Bretagna Erba Singolare - Doppio                    | Dianne Evers 6-1 6-4                        | Michelle Ballheimer                 |                               |                                                   |
| 3 agosto  | Hampshire Championships 1975 Bournemouth, Gran Bretagna Erba Singolare - Doppio                    | J. Ferrier S. Nickless 6-2 8-6              | M. Beveridge S. Davies              |                               |                                                   |
| 3 agosto  | Hampshire Championships 1975 Bournemouth, Gran Bretagna Erba Singolare - Doppio                    | Doppio misto: Mrs J. Rickson Cooper 6-1 6-4 | G. Holden Beveridge                 |                               |                                                   |
| 7 agosto  | Torneo di Bath 1975 Bath, Gran Bretagna Erba Singolare - Doppio                                    | Mrs B. Blackburn 6-3 6-1                    | Mrs M. Lewington                    |                               |                                                   |
| 7 agosto  | Torneo di Bath 1975 Bath, Gran Bretagna Erba Singolare - Doppio                                    |                                             |                                     |                               |                                                   |
| 9 agosto  | Carmarthenshire Championships 1975 Llanelly, Gran Bretagna Singolare - Doppio                      | Julia Potterton 6-2 6-3                     | J. Willson                          |                               |                                                   |
| 9 agosto  | Carmarthenshire Championships 1975 Llanelly, Gran Bretagna Singolare - Doppio                      |                                             |                                     |                               |                                                   |
| 9 agosto  | Torneo di Framlingham 1975 Framlingham, Gran Bretagna Erba Singolare - Doppio                      | Julia Lloyd 3-6 6-1 6-2                     | R. Hassell                          |                               |                                                   |
| 9 agosto  | Torneo di Framlingham 1975 Framlingham, Gran Bretagna Erba Singolare - Doppio                      |                                             |                                     |                               |                                                   |
| 11 agosto | European Amateur Championships 1975 Vienna, Austria Terra rossa Singolare - Doppio                 | Renáta Tomanová 6-4 5-7 6-3                 | Regina Maršíková                    |                               |                                                   |
| 11 agosto | European Amateur Championships 1975 Vienna, Austria Terra rossa Singolare - Doppio                 | Ol'ga Morozova Marina Krošina 4-6 7-5 6-4   | Martina Navrátilová Renáta Tomanová |                               |                                                   |
| 16 agosto | Torneo di Cromer 1975 Cromer, Gran Bretagna Singolare - Doppio                                     | S. Matthews 6-4 6-1                         | Mrs R. Patchey                      |                               |                                                   |
| 16 agosto | Torneo di Cromer 1975 Cromer, Gran Bretagna Singolare - Doppio                                     |                                             |                                     |                               |                                                   |
| 16 agosto | Torneo di Cranleigh 1975 Cranleigh, Gran Bretagna Erba Singolare - Doppio                          | Ruth Allan 6-4 6-0                          | Mrs O. Stickney                     |                               |                                                   |
| 16 agosto | Torneo di Cranleigh 1975 Cranleigh, Gran Bretagna Erba Singolare - Doppio                          |                                             |                                     |                               |                                                   |
| 16 agosto | Torneo di Swindon 1975 Swindon, Gran Bretagna Erba Singolare - Doppio                              | J. Chamberlain 6-4 5-1 ritiro               | V. Cooke                            |                               |                                                   |
| 16 agosto | Torneo di Swindon 1975 Swindon, Gran Bretagna Erba Singolare - Doppio                              |                                             |                                     |                               |                                                   |
| 18 agosto | WTA New Jersey 1975 Orange, USA Terra rossa Singolare - Doppio                                     | Virginia Ruzici 6–1, 6–1                    | Mariana Simionescu                  | Ruta Gerulaitis Kristien Shaw | Greer Stevens Mimi Kanarek Kathy May Kathy Harter |
| 18 agosto | WTA New Jersey 1975 Orange, USA Terra rossa Singolare - Doppio                                     | Kristien Shaw Greer Stevens Walkover        | Kathy Harter Kathy May              | Ruta Gerulaitis Kristien Shaw | Greer Stevens Mimi Kanarek Kathy May Kathy Harter |
| 23 agosto | Moscow International 1975 Mosca, Unione Sovietica Singolare - Doppio                               | Ol'ga Morozova 2-6 7-6 6-0                  | Marina Krošina                      |                               |                                                   |
| 23 agosto | Moscow International 1975 Mosca, Unione Sovietica Singolare - Doppio                               | Marina Krošina Ol'ga Morozova 6-7 6-4 6-2   | Galina Bakšeeva Lydia Zinkevich     |                               |                                                   |
| 23 agosto | Torneo di Exmouth 1975 Exmouth, Gran Bretagna Erba Singolare - Doppio                              | Jana Simonova 7-5 7-6                       | Jo Durie                            |                               |                                                   |
| 23 agosto | Torneo di Exmouth 1975 Exmouth, Gran Bretagna Erba Singolare - Doppio                              | Annette Coe Ruth Allan 6-4 7-5              | Judy Congdon Jennifer Helliar       |                               |                                                   |
| 23 agosto | Torneo di Exmouth 1975 Exmouth, Gran Bretagna Erba Singolare - Doppio                              | Doppio misto: R. Allan H. Thomson 6-3 7-5   | M. O'Toole R. Webb                  |                               |                                                   |
| 23 agosto | Torneo di Winchester 1975 Winchester, Gran Bretagna Erba Singolare - Doppio                        | Diane Evers 6-4 6-3                         | Diane Riste                         |                               |                                                   |
| 23 agosto | Torneo di Winchester 1975 Winchester, Gran Bretagna Erba Singolare - Doppio                        |                                             |                                     |                               |                                                   |
| 26 agosto | Pennsylvania Lawn Tennis Championships 1975 Haverford, USA Erba Singolare - Doppio                 | Sandy Stap 6-3 7-5                          | Sally Moore                         |                               |                                                   |
| 26 agosto | Pennsylvania Lawn Tennis Championships 1975 Haverford, USA Erba Singolare - Doppio                 |                                             |                                     |                               |                                                   |
| 30 agosto | Avenue Lawn Tennis Club Championships 1975 Havant, Gran Bretagna Erba Singolare - Doppio           | Dianne Evers 6-3 7-5                        | Belinda Thompson                    |                               |                                                   |
| 30 agosto | Avenue Lawn Tennis Club Championships 1975 Havant, Gran Bretagna Erba Singolare - Doppio           |                                             |                                     |                               |                                                   |
| 31 agosto | Sydney Metropolitan Hard Court Championships 1975 Sydney, Australia Terra rossa Singolare - Doppio | Kaye Hallam                                 | Frances Luff                        |                               |                                                   |
| 31 agosto | Sydney Metropolitan Hard Court Championships 1975 Sydney, Australia Terra rossa Singolare - Doppio |                                             |                                     |                               |                                                   |

### Settembre
| Settimana    | Torneo                                                                                  | Vincitore                                                    | Finalista                         | Semifinalisti | Eliminati ai quarti |
| ------------ | --------------------------------------------------------------------------------------- | ------------------------------------------------------------ | --------------------------------- | ------------- | ------------------- |
| settembre    | Stuttgart International 1975 Stoccarda, Germania Terra rossa Singolare - Doppio         | Katja Ebbinghaus Heidi Eisterlehner titolo condiviso         |                                   |               |                     |
| settembre    | Stuttgart International 1975 Stoccarda, Germania Terra rossa Singolare - Doppio         | Katja Ebbinghaus Amelie Ring Hieber Winkins titolo condiviso |                                   |               |                     |
| settembre    | Wyoming Valley Open 1975 Wilkes-Barre, USA Singolare - Doppio                           | Jodi Applebaum 6-3 4-6 6-4                                   | Ruta Gerulaitis                   |               |                     |
| settembre    | Wyoming Valley Open 1975 Wilkes-Barre, USA Singolare - Doppio                           |                                                              |                                   |               |                     |
| 7 settembre  | Toray Pan Pacific Open 1975 Tokyo e Osaka, Giappone Sintetico indoor Singolare - Doppio | Margaret Smith-Court 6-7 (4-5) 6-1 7-5                       | Evonne Goolagong Cawley           |               |                     |
| 7 settembre  | Toray Pan Pacific Open 1975 Tokyo e Osaka, Giappone Sintetico indoor Singolare - Doppio | Margaret Smith-Court Evonne Goolagong Cawley 6-1 7-5         | Helen Gourlay-Cawley Ann Kiyomura |               |                     |
| 12 settembre | Charlotte Classic 1975 Charlotte, USA Terra rossa Singolare - Doppio                    | Martina Navrátilová 4-6 6-2 7-5                              | Evonne Goolagong Cawley           |               |                     |
| 12 settembre | Highland Championships 1975 Pitlochry, Gran Bretagna Erba Singolare - Doppio            | Joyce Hume 6-8 6-0 6-3                                       | Winnie Wooldridge                 |               |                     |
| 12 settembre | Highland Championships 1975 Pitlochry, Gran Bretagna Erba Singolare - Doppio            |                                                              |                                   |               |                     |

### Ottobre
| Settimana  | Torneo                                                                            | Vincitore                                        | Finalista                                      | Semifinalisti              | Eliminati ai quarti |
| ---------- | --------------------------------------------------------------------------------- | ------------------------------------------------ | ---------------------------------------------- | -------------------------- | ------------------- |
| 4 ottobre  | Eastern Suburb Hard Court Championships 1975 Coogee, Australia Singolare - Doppio | Kaye Hallam 6-4 6-4                              | C. McCann                                      |                            |                     |
| 4 ottobre  | Eastern Suburb Hard Court Championships 1975 Coogee, Australia Singolare - Doppio |                                                  |                                                |                            |                     |
| 12 ottobre | Madrid Tennis Grand Prix 1975 Madrid, Spagna Terra rossa Singolare - Doppio       | Heidi Eisterlehner 2-6 6-2 6-1                   | Janice Metcalf                                 |                            |                     |
| 12 ottobre | Madrid Tennis Grand Prix 1975 Madrid, Spagna Terra rossa Singolare - Doppio       | Heidi Eisterlehner Iris Riedel 6-4 6-4           | Susana Villaverde Villaverde                   |                            |                     |
| 12 ottobre | Madrid Tennis Grand Prix 1975 Madrid, Spagna Terra rossa Singolare - Doppio       | Doppio misto: Iris Riedel Phoman 6-4 6-4         | Heidi Eisterlehner Jürgen Fassbender           |                            |                     |
| 19 ottobre | Tennis ai VII Giochi panamericani Città del Messico, Messico Singolare - Doppio   | Lele Forood 6-1 6-0                              | Pat Medrado                                    |                            |                     |
| 19 ottobre | Tennis ai VII Giochi panamericani Città del Messico, Messico Singolare - Doppio   | Samdu Stap Sue Stephanie Tolleson 7-5 6-1        | Maria Cristina Andrale Wanda Bustamante Ferraz |                            |                     |
| 19 ottobre | Torneo Godó 1975 Barcellona, Spagna Terra rossa Singolare - Doppio                | Janice Metcalf 4-6 6-1 6-4                       | Iris Riedel-Kuhn                               |                            |                     |
| 19 ottobre | Torneo Godó 1975 Barcellona, Spagna Terra rossa Singolare - Doppio                | Daniela Marzano Lea Pericoli 3-6 8-6 7-5         | Trish Bostrom Janice Metcalf                   |                            |                     |
| 20 ottobre | Hilton Head Classic 1975 Hilton Head, USA Terra rossa Singolare - Doppio          | Chris Evert 6–1, 6–1                             | Evonne Goolagong                               | Rosie Casals Virginia Wade | N/A                 |
| 20 ottobre | Hilton Head Classic 1975 Hilton Head, USA Terra rossa Singolare - Doppio          | Rosie Casals Chris Evert 7–5, 6–1                | Evonne Goolagong Virginia Wade                 | Rosie Casals Virginia Wade | N/A                 |
| 20 ottobre | Hilton Head Classic 1975 Hilton Head, USA Terra rossa Singolare - Doppio          | Doppio misto: Evonne Goolagong Rod Laver 6-3 6-3 | Rosie Casals Ilie Năstase                      |                            | N/A                 |
| 26 ottobre | South Coast Championships 1975 Southport, Australia Singolare - Doppio            | Nerida Gregory 6-3 6-2                           | M. Gordan                                      |                            |                     |
| 26 ottobre | South Coast Championships 1975 Southport, Australia Singolare - Doppio            |                                                  |                                                |                            |                     |

### Novembre
| Settimana   | Torneo                                                                                               | Vincitore                                  | Finalista                                | Semifinalisti                                                           | Eliminati ai quarti                                    |
| ----------- | --- | ------------------------------------------ | ---------------------------------------- | ----------------------------------------------------------------------- | ------------------------------------------------------ |
| novembre    | South Queensland Championships 1975 Ipswich, Australia Singolare - Doppio                            | Julie Hanrahan 7-5 6-3                     | Nerida Gregory                           |                                                                         |                                                        |
| novembre    | South Queensland Championships 1975 Ipswich, Australia Singolare - Doppio                            |                                            |                                          |                                                                         |                                                        |
| 3 novembre  | Japan Open Tennis Championships 1975 Tokyo, Giappone Sintetico indoor Singolare - Doppio             | Kazuko Sawamatsu 6–2, 3–6, 6–1             | Ann Kiyomura                             | Round Robin Fiorella Bonicelli Kiyomi Nomura Wendy Overton Toshiko Sade | N/A                                                    |
| 3 novembre  | Japan Open Tennis Championships 1975 Tokyo, Giappone Sintetico indoor Singolare - Doppio             | Ann Kiyomura Kazuko Sawamatsu 6–2, 6–3     | Kayoko Fukuoka Kiyomi Nomura             | Round Robin Fiorella Bonicelli Kiyomi Nomura Wendy Overton Toshiko Sade | N/A                                                    |
| 8 novembre  | Australian Hard Court Championships 1975 Melbourne, Australia Singolare - Doppio                     | Judy Tegart-Dalton 6-2 6-3                 | Kym Ruddell                              |                                                                         |                                                        |
| 8 novembre  | Australian Hard Court Championships 1975 Melbourne, Australia Singolare - Doppio                     |                                            |                                          |                                                                         |                                                        |
| 8 novembre  | Palace Hotel Covered Court Championships 1975 Torquay, Gran Bretagna Campo indoor Singolare - Doppio | Ann Haydon Jones 4-6 6-1 6-3               | Winnie Shaw                              |                                                                         |                                                        |
| 8 novembre  | Palace Hotel Covered Court Championships 1975 Torquay, Gran Bretagna Campo indoor Singolare - Doppio | Ann Haydon Jones Winnie Shaw 6-3 1-6 6-2   | Annette Coe Belinda Thomson              |                                                                         |                                                        |
| 16 novembre | Bremar Cup 1975 Londra, Gran Bretagna Campo indoor Singolare - Doppio                                | Virginia Wade 6–3, 6–2                     | Evonne Goolagong                         | Mima Jaušovec Renáta Tomanová                                           | Janice Metcalf Terry Holladay Rosie Casals Betty Stöve |
| 16 novembre | Bremar Cup 1975 Londra, Gran Bretagna Campo indoor Singolare - Doppio                                | Françoise Dürr Betty Stöve 6–4, 7–6        | Evonne Goolagong Virginia Wade           | Mima Jaušovec Renáta Tomanová                                           | Janice Metcalf Terry Holladay Rosie Casals Betty Stöve |
| 16 novembre | WTA Argentine Open 1975 Buenos Aires, Argentina Terra rossa Singolare - Doppio                       | Raquel Giscafré 6-2 6-4                    | Kristien Shaw-Kemmer                     |                                                                         |                                                        |
| 16 novembre | WTA Argentine Open 1975 Buenos Aires, Argentina Terra rossa Singolare - Doppio                       | Beatrix Araujo Raquel Giscafré 6-3 2-6 8-6 | Michelle Rodrieguez Kristien Shaw-Kemmer |                                                                         |                                                        |
| 16 novembre | Australian Hard Court Championships 1975 Melbourne, Australia Singolare - Doppio                     | Judy Tegart Dalton 6-2 6-3                 | Kym Ruddell                              |                                                                         |                                                        |
| 16 novembre | Australian Hard Court Championships 1975 Melbourne, Australia Singolare - Doppio                     |                                            |                                          |                                                                         |                                                        |
| 30 novembre | Borden Classic 1975 Osaka, Giappone Campo indoor Singolare - Doppio                                  | Chris Evert 6-2 6-4                        | Françoise Dürr                           |                                                                         |                                                        |
| 30 novembre | Borden Classic 1975 Osaka, Giappone Campo indoor Singolare - Doppio                                  | Françoise Dürr Rosie Casals 6-3 6-3        | Jeanne Evert Ol'ga Morozova              |                                                                         |                                                        |

### Dicembre
| Settimana   | Torneo                                                                                   | Vincitore                            | Finalista                 | Semifinalisti                  | Eliminati ai quarti                                        |
| ----------- | ---------------------------------------------------------------------------------------- | ------------------------------------ | ------------------------- | ------------------------------ | ---------------------------------------------------------- |
| dicembre    | Border Championships 1975 East London, Sudafrica Singolare - Doppio                      | Greer Stevens 6-3 6-4                | Brigette Cuypers          |                                |                                                            |
| dicembre    | Border Championships 1975 East London, Sudafrica Singolare - Doppio                      |                                      |                           |                                |                                                            |
| dicembre    | Eastern Province Championships 1975 Port Elizabeth, Sudafrica Cemento Singolare - Doppio | Annette Van Zyl 4-6 7-5 6-1          | Ilana Kloss               |                                |                                                            |
| dicembre    | Eastern Province Championships 1975 Port Elizabeth, Sudafrica Cemento Singolare - Doppio |                                      |                           |                                |                                                            |
| dicembre    | Western Province Championships 1975 Città del Capo, Sudafrica Cemento Singolare - Doppio | Linky Boshoff 6-4 6-2                | Annette Van Zyl           |                                |                                                            |
| dicembre    | Western Province Championships 1975 Città del Capo, Sudafrica Cemento Singolare - Doppio |                                      |                           |                                |                                                            |
| 26 novembre | South African Open 1975 Johannesburg, Sudafrica Singolare                                | Annette DuPlooy 6–3, 3–6, 6–4        | Brigitte Cuypers          | Kristien Shaw Linky Boshoff    | Dianne Fromholtz Janice Metcalf Alison McMillan N/A        |
| 1º dicembre | South Australian Open 1975 Adelaide, Australia Erba Singolare - Doppio                   | Sue Barker 6–2, 6–1                  | Helga Masthoff            | Dianne Berkinshaw Chris O'Neil | Jan Wilton Vivicca Andersson Lotta Stenberg Michelle Tyler |
| 1º dicembre | South Australian Open 1975 Adelaide, Australia Erba Singolare - Doppio                   | Sue Barker Michelle Tyler 7–5, 6–3   | Kym Ruddell Janet Young   | Dianne Berkinshaw Chris O'Neil | Jan Wilton Vivicca Andersson Lotta Stenberg Michelle Tyler |
| 1º dicembre | Tasmanian Open 1975 Hobart, Australia Singolare - Doppio                                 | Jan Wilton 6-4 7-6                   | Diane Evers               |                                |                                                            |
| 1º dicembre | Tasmanian Open 1975 Hobart, Australia Singolare - Doppio                                 |                                      |                           |                                |                                                            |
| 14 dicembre | OFS Championships 1975 Bloemfontein, Sudafrica Cemento Singolare - Doppio                | Janice Metcalf 6-7 6-4 6-2           | Ilana Kloss               |                                |                                                            |
| 14 dicembre | OFS Championships 1975 Bloemfontein, Sudafrica Cemento Singolare - Doppio                |                                      |                           |                                |                                                            |
| 14 dicembre | Queensland Open 1975 Brisbane, Australia Erba Singolare - Doppio                         | Nina Bohm 6-1 6-1                    | Nerida Gregory            |                                |                                                            |
| 14 dicembre | Queensland Open 1975 Brisbane, Australia Erba Singolare - Doppio                         |                                      |                           |                                |                                                            |
| 15 dicembre | Western Australian Open 1975 Perth, Australia Etba Singolare - Doppio                    | Helga Masthoff 6–2, 3–6, 6–4         | Lesley Bowrey             | Michelle Tyler Chris Matison   | Michèle Gurdal Renáta Tomanová Kathy Harter Sue Barker     |
| 15 dicembre | Western Australian Open 1975 Perth, Australia Etba Singolare - Doppio                    | Lesley Bowrey Chris Matison 7–6, 6–3 | Sue Barker Michelle Tyler | Michelle Tyler Chris Matison   | Michèle Gurdal Renáta Tomanová Kathy Harter Sue Barker     |
| 29 dicembre | Sydney Manly Seaside Championships 1975 Sydney, Australia Singolare - Doppio             | Jenny Walker 6-4 6-4                 | G. Healey                 |                                |                                                            |
| 29 dicembre | Sydney Manly Seaside Championships 1975 Sydney, Australia Singolare - Doppio             |                                      |                           |                                |                                                            |

### Senza data
| Settimana | Torneo                                                           | Vincitore                     | Finalista                 | Semifinalisti | Eliminati ai quarti |
| --------- | ---------------------------------------------------------------- | ----------------------------- | ------------------------- | ------------- | ------------------- |
|           | Torneo di Klagenfurt 1975 Klagenfurt, Austria Singolare - Doppio | Katja Burgemeister Ebbinghaus | non conosciuta (bandiera) |               |                     |
|           | Torneo di Klagenfurt 1975 Klagenfurt, Austria Singolare - Doppio |                               |                           |               |                     |